# Scolops viridis
Scolops viridis är en insektsart som beskrevs av Ball 1902. Scolops viridis ingår i släktet Scolops och familjen Dictyopharidae. Inga underarter finns listade i Catalogue of Life.